# Drosophila macquarti
Drosophila macquarti är en tvåvingeart som beskrevs av Wheeler 1981. Drosophila macquarti ingår i släktet Drosophila och familjen daggflugor.
Artens utbredningsområde är Algeriet.